# Coppa del Mondo di slopestyle (snowboard)
La Coppa del Mondo di slopestyle è un trofeo assegnato annualmente dalla Federazione Internazionale Sci (FIS), a partire dalla stagione 2010/11, allo snowboarder ed alla snowboarder che hanno ottenuto il punteggio complessivo più alto nelle gare di slopestyle del circuito della Coppa del Mondo di snowboard.

## Albo d'oro
| Stagione  | Uomini            | Uomini        | Donne                | Donne         |
| Stagione  | Vincitore         | Nazionale     | Vincitrice           | Nazionale     |
| --------- | ----------------- | ------------- | -------------------- | ------------- |
| 2011/2012 | Dimi de Jong      | Paesi Bassi   | Charlotte van Gils   | Paesi Bassi   |
| 2012/2013 | Yūki Kadono       | Giappone      | Kjersti Buaas        | Norvegia      |
| 2013/2014 | Måns Hedberg      | Svezia        | Šárka Pančochová     | Rep. Ceca     |
| 2014/2015 | Janne Korpi       | Finlandia     | Cheryl Maas          | Paesi Bassi   |
| 2015/2016 | Chris Corning     | Stati Uniti   | Jamie Anderson       | Stati Uniti   |
| 2016/2017 | Redmond Gerard    | Stati Uniti   | Jamie Anderson (2)   | Stati Uniti   |
| 2017/2018 | Chris Corning     | Stati Uniti   | Sof'ja Fëdorova      | Russia        |
| 2018/2019 | Chris Corning (3) | Stati Uniti   | Miyabi Onitsuka      | Giappone      |
| 2019/2020 | Ruki Tobita       | Giappone      | Katie Ormerod        | Regno Unito   |
| 2020/2021 | Marcus Kleveland  | Norvegia      | Anna Gasser          | Austria       |
| 2021/2022 | Tiarn Collins     | Nuova Zelanda | Kokomo Murase        | Giappone      |
| 2022/2023 | Dusty Henricksen  | Stati Uniti   | Julia Marino         | Stati Uniti   |
| 2023/2024 | Liam Brearley     | Canada        | Kokomo Murase (2)    | Giappone      |
| 2024/2025 | Cameron Spalding  | Canada        | Zoi Sadowski-Synnott | Nuova Zelanda |